# Blazers de Boston
Pour les articles homonymes, voir Boston Blazers (homonymie) et Blazers de Boston (homonymie).
 (août 2011).
Les Blazers de Boston (Boston Blazers) sont une franchise américaine de crosse en salle qui évolue dans la National Lacrosse League depuis 2008. Basés à Boston (Massachusetts) les Blazers jouent au TD Banknorth Garden, salle de 17 565 places.
L'équipe appartient à Tim Armstrong, le President of Advertising and Commerce pour Google. Le vétéran de la NLL Tom Ryan sera le premier entraîneur de l'équipe.
L'équipe n'est pas associée aux anciens Blazers de Boston (1992-1997), qui ont joué dans la NLL de 1992 à 1997. Cependant, le nom a été choisi en raison de la popularité et de la nostalgie associée à l'ancienne franchise des Blazers.

## Saison par saison
| Saison         | Division  | V-D | Class. | Home | Road | GF | GA | Playoffs |
| -------------- | --------- | --- | ------ | ---- | ---- | -- | -- | -------- |
| 2008           | Eastern   | -   | -      | -    | -    | -  | -  | --       |
| Total          | 0 saisons | -   | -      | -    | -    | -  | -  | -        |
| Playoff Totals | -         | -   | -      | -    | -    | -  | -  | -        |

## Entraîneurs
- Tom Ryan